# 6.18.67
6.18.67 ist der achte und letzte Kurzfilm des Drehbuchautors, Produzenten und Regisseurs George Lucas und wurde 1967 anlässlich eines Angebotes von Columbia Pictures und dem Produzenten Carl Foreman zur Finanzierung von zwei Studentenfilmen produziert. Diese Studentenfilme sollten die Produktion zu MacKenna’s Gold dokumentieren.
Lucas verfolgte die Produktion zu MacKenna’s Gold sehr distanziert, da er sich emotional nicht mit der Entstehung des Films identifizieren konnte, und übertrug diese Haltung letztlich auch in seinen Kurzfilm. Er schloss seine Filmarbeiten am 18. Juni 1967 ab und machte dieses Datum zum Titel seines Stummfilms, der aus dem Material von MacKenna’s Gold zusammengestellt wurde. 6.18.67 ist ein 16-mm-Farbfilm von viereinhalb Minuten Länge.

## Handlung
Der Film beginnt mit einem Sonnenaufgang in der Wüste. Der Wind fegt über die Büsche, Tiere grasen, und ein riesiges Windrad dreht sich im Wind. Ein Schauspieler auf einem Pferd kommt ins Bild. Während die Kamera sich dem Filmteam nähert, das sich mit Schirmen vor der Sonne geschützt hat, ist das Wort Cut (dt. Schnitt) im Flüsterton zu hören. Auf einem Zeitraffer mit sich verdichtenden Wolken folgen ein Regenbogen, Wetterleuchten und ein Sturzbach.
Die Sonne geht unter, und der natürliche Tagesablauf geht weiter, ungeachtet der Aktivitäten der Filmemacher im Tal.